# Ugo Zaniboni Ferino
Ugo Zaniboni Ferino (Riva del Garda, 21 aprile 1897 – Trento, 13 dicembre 1996) è stato un generale e storico italiano,  volontario nella prima guerra mondiale nonché irredentista trentino.

## Biografia
Ugo Zaniboni Ferino era figlio di Amedeo Zaniboni, volontario garibaldino che combatté nella battaglia di Bezzecca; la madre apparteneva invece alla nobile famiglia Ferino di Craveggia, della quale aveva fatto parte il conte generale Pierre Marie Barthélemy Ferino. Il giovane Ugo Zaniboni, impregnato degli ideali del risorgimento italiano trasmessigli dal padre, allo scoppio della prima guerra mondiale del 1914 disertò la chiamata alle armi austriaca e optò per la causa italiana arruolandosi volontario nel regio esercito italiano nell'ottobre del 1915 con il nome di battaglia di "Ferino". Catturato dagli austriaci nell'ottobre del 1917 fu rinchiuso in un campo di concentramento situato nei pressi di Hannover in Germania.
Al termine del conflitto si raffermò nell'esercito come ufficiale di fanteria combattendo anche nella seconda guerra mondiale in Africa settentrionale, ove fu fatto nuovamente prigioniero dagli inglesi e detenuto in un campo in India.
Nel dopoguerra comandò a Sacile di Pordenone il 182º Reggimento fanteria corazzata "Garibaldi" e successivamente il distretto militare di Trento, concludendo la sua carriera militare con il grado di generale di corpo d'armata.
Storico di vicende militari gli viene attribuito il merito di aver approfondito lo studio sulla campagna militare garibaldina del 1866 in Trentino, sulla quale pubblicò il volume "Bezzecca 1866. La campagna garibaldina dall'Adda al Garda", Trento 1966. Nel 1966 fu nominato  presidente del Comitato esecutivo per le celebrazioni del centenario della battaglia di Bezzecca.